# Гаврилова, Татьяна Анатольевна
Татьяна Анатольевна Гаврилова (5 мая 1939, Москва — 15 октября 2000, Москва) — советская и российская актриса театра и кино.

## Биография
Родилась 5 мая 1939 года в Москве.
Окончив школу, поступила в медицинское училище, после выпуска некоторое время работала медсестрой. В 1964 году окончила Всесоюзный государственный институт кинематографии, мастерская Сергея Герасимова и Тамары Макаровой. Училась вместе с Николаем Губенко, Жанной Болотовой, Евгением Жариковым, Натальей Гвоздиковой и Жанной Прохоренко.
В 1964—1994 годах Татьяна Анатольевна работала в Государственном театре киноактёра. Начала сниматься в кино ещё будучи студенткой, а в 1960-е годы актриса буквально переходила из картины в картину.
В 1962 году Герасимов, снимая фильм «Люди и звери», взял её на значимую в этой ленте роль Марии Щербацкой. Известными работами актрисы стали роли в фильмах Эльдара Рязанова — официантка Клава в «Дайте жалобную книгу» (1964) и Инна Семицветова в «Берегись автомобиля» (1966). Позднее Гаврилова снялась ещё в двух картинах знаменитого режиссёра — «Забытая мелодия для флейты» и «Небеса обетованные». Пробовалась на роль управдома Плющ в фильм «Бриллиантовая рука» (1968, роль была сыграна Нонной Мордюковой).
Яркую роль члена воровской «малины» Люсьен актриса сыграла в последнем фильме Василия Шукшина «Калина красная» (1974).
В последний раз Татьяна Анатольевна появилась на экране летом 1994 года — в телепередаче Л. А. Филатова «Чтобы помнили» на канале ОРТ с рассказом о судьбе своей подруги Изольды Извицкой, за которой она ухаживала последние годы.

### Смерть
Последние годы жизни провела в психиатрической клинике, куда попала из-за алкоголизма. Скончалась 15 октября 2000 года от сердечного приступа в Москве. О её кончине узнали через несколько дней после смерти. Похоронена на 44-м участке Долгопрудненского кладбища.

### Личная жизнь
Её мужем был художник Эдуард Степанович Курочкин (1938—2014), брак был бездетным.

## Фильмография

### Фильмография
1. 1961 — В трудный час — Инна
2. 1961 — Молодая любовь — Жена
3. 1961 — Совершенно серьёзно — официантка
4. 1962 — Люди и звери — Мария Николаевна
5. 1963 — Последний хлеб — Ирина
6. 1964 — Всё для вас — Розмари
7. 1965 — Дайте жалобную книгу — официантка Клава
8. 1965 — Туман — Шура
9. 1966 — Берегись автомобиля — Инна, жена Семицветова
10. 1966 — Катерина Измайлова — Сонетка
11. 1967 — Мятежная застава — Настя
12. 1967 — Спасите утопающего — мать Андрея
13. 1968 — Урок литературы — Гракина
14. 1969 — Вчера, сегодня и всегда — ответчик
15. 1969 — Кум Моргана (Студия телефильмов "Ереван") — Наташа
16. 1970 — Вас вызывает Таймыр — танцовщица из филармонии, (нет в титрах)
17. 1972 — Сибирячка — буфетчица Таня, (нет в титрах)
18. 1972 — Стоянка поезда — две минуты — жительница Нижних Волчков
19. 1973 — Калина красная — Люсьен, член «воровской малины»
20. 1973 — Эта весёлая планета — гостья (нет в титрах)
21. 1973 — Ни слова о футболе — мама Коли
22. 1976 — Так начиналась легенда — дежурная по станции
23. 1977 — Позови меня в даль светлую — гостья в ресторане
24. 1980 — Петровка, 38 — Надя
25. 1982 — Кто стучится в дверь ко мне… — квартирная хозяйка Анна Егоровна
26. 1982 — Формула света — Сапожникова
27. 1983 — Приступить к ликвидации — свидетельница, соседка Судина
28. 1984 — Мёртвые души — Фетинья
29. 1986 — Мы веселы, счастливы, талантливы — участница группы здоровья
30. 1987 — Гардемарины, вперёд! — Агафья, прислуга тетки Пелагеи
31. 1987 — Забытая мелодия для флейты — Анна Андреевна
32. 1987 — Крейцерова соната — эпизод
33. 1988 — Пусть я умру, господи — воспитательница
34. 1988 — Фантазёр
35. 1989 — Брызги шампанского — женщина в очереди за водкой
36. 1989 — Визит дамы — жена бургомистра
37. 1989 — Прямая трансляция — Нина Андреевна
38. 1991 — Небеса обетованные — Анька-бомжиха
39. 1991 — Тень, или Может быть, всё обойдётся — контрабасистка
40. 1991 — Тысяча долларов в одну сторону — Чекатихина
41. 1992 — Чёрный квадрат — Куприянова
42. 1994 — Я свободен, я ничей — эпизод

#### Телеспектакли
1. 1992 — Похождения Чичикова — Плюшкин
2. 1972 — Будденброки — горничная